# RIAS 2
RIAS 2 war ein Hörfunkprogramm aus West-Berlin. Es wurde am 1. November 1953 vom Rundfunk im amerikanischen Sektor (RIAS) neben RIAS 1 als zweites Hörfunkprogramm eingerichtet und sendete auf Mittelwelle und UKW über Sender in Berlin-Britz und Hof.

Die Mittelwellensendungen wurden bis 1978 von in der DDR stationierten Störsendern überlagert.
Am 30. September 1985 wurde RIAS 2 zu einem 24-Stunden-Jugend-Programm (Jingle: RIAS 2 - typisch Berlin). Die Berliner Zeitung spricht rückblickend von einem fulminanten Start. „Allein in West-Berlin erreichte man mit RIAS 2 auf Anhieb 300.000 Hörer pro Durchschnittsstunde.“ Auch in Ost-Berlin und in der DDR war RIAS 2 populär. „Für viele Ostler gehörte der West-Sender zum Leben wie Broiler und Club-Cola.“
Legendär war der RIAS Treffpunkt (Jingle: Schalt dein Radio an, denn der Treffpunkt ist dran) mit seiner Mischung aus kritischer Information und Musik. Besonders beliebt waren die Mitschneidewunschsendungen am Sonnabend, bei denen die Moderatoren alle Titel ausspielten und nicht hineinsprachen. Zu den bekannten RIAS-2-Moderatoren zählen Christoph Lanz, Andreas Dorfmann, Christine Westermann, Elmar Hörig, Gregor Rottschalk, Irina von Bentheim und Rik De Lisle.
Geschichte schrieb der Sender auch mit der losen Reihe Rock over RIAS, einem Mehrnächte-Musikmarathon, der zwischen 1975 und 1984 meist zwischen Weihnachten und Neujahr ausgestrahlt und teilweise von anderen Sendern (z. B. NDR) übernommen wurde. Mehrere Moderatoren (Urgesteine waren Barry Graves, Olaf Leitner und Walter Bachauer; es folgten u. a. Burghard Rausch, Christian Graf und Uwe Wohlmacher) teilten sich die 4-bis 6-stündigen Sendungen nach Musikstilen auf und spielten Musik „zum Mitschneiden“. Zu Rock-over-RIAS-Zeiten waren Angaben zufolge stets die Leerkassetten in der DDR ausverkauft.
Zum 1. Juni 1992 wurde RIAS 2 privatisiert. Der Nachfolgesender  rs2 hat die seinerzeitige Berliner Frequenz 94,3 MHz übernommen, konnte aber nicht mehr die gleiche Popularität wie RIAS 2 erreichen.